# Kaantjes
Kaantjes zijn het residu van het smelten van runderniervet of reuzel (varkensbuikvet).
Oorspronkelijk diende het smelten niet voor het maken van kaantjes, maar voor het verkrijgen van reuzel of rundvet om mee te bakken of om stroopvet van te maken voor op de boterham. Het bij het smelten overblijvend residu noemt men kaan of kaantjes. Deze kruimels werden, met het aanhangende vet, gegeten. Bijvoorbeeld als broodbeleg of door een stamppot.
Een uitgebakken speklap, met of zonder zwoerd, wordt ook wel kaan genoemd.

## Bereiding
Kaantjes worden bereid door runderniervet of reuzel te smelten. De in het vet aanwezige kliertjes en stukjes bindweefsel worden daarbij gefrituurd. De zo ontstane kaantjes bestaan vooral uit de bindweefsel-eiwitten elastine en reticuline.